# 국민대추도회
국민대추도회(國民大追悼會)는 1909년 11월에 대한제국의 여러 단체와 인물이 연합해 결성한 단체이다. 본래 목적은 안중근에게 사살된 이토 히로부미에 대한 거국적 추도 행사인 국민대추도회를 개최하는 것이었으나, 성사되지 못했다.
국민대추도회를 기획한 단체는 유길준이 회장으로 있던 자치단체 한성부민회였다. 한성부민회는 관 주도의 추도회인 관민추도회와는 달리 민간에서 나서서 이토를 추모하기로 하고 당대의 여러 사회단체와 인물을 망라해 행사를 추진했다. 그러나 한성부민회장인 유길준이 도쿄에서 열린 이토의 장례식에 참석했다가 계획된 일정대로 돌아오지 않고 일본에 계속 체류하면서, 준비가 미흡하다는 이유로 추도회 개최가 무산되었다.
국민대추도회는 관민추도회와 장례식이 끝난 뒤 11월 8일에 한성부민회에서 발기되었다. 추도회는 한성부민회관에서 11월 26일에 개최하기로 결정되었고, 준비위원 100명을 선정하여 13도 대표들을 초청하는 대형 행사로 기획되었다. 발기인 중 한 명인 예종석이 농상공부대신인 조중응을 방문하여 국민대추도회에 대해 협의하기도 했다.
준비위원회 위원장은 윤효정이 맡았고, 일진회 회원과 서울 지역 실업인, 천도교 관계자, 언론인 등 각계각층 인사가 참여했다. 준비위원 중에는 권동진, 오세창, 유근, 남궁억 등 후에 민족운동가로 분류되는 인물들까지 망라되어 있었다.

## 참고자료
- 친일인명사전편찬위원회 (2004년 12월 27일). 《일제협력단체사전 - 국내 중앙편》. 서울: 민족문제연구소. 69-71쪽쪽. ISBN 8995330724.